# Хамхоев, Али Хамитович
Али́ Хами́тович Хамхо́ев (каз. Хамхоев Әли Хамитұлы; род. 28 декабря 1965) — советский дзюдоист ингушского происхождения, призёр чемпионатов СССР, победитель Игр доброй воли 1986 года, мастер спорта СССР международного класса. Вице-президент Федерации дзюдо Казахстана, государственный тренер Казахстана по дзюдо. Победитель первенства Европы среди юниоров 1984 года в Испании.

## Спортивные результаты
- Чемпионат Европы среди юниоров 1983 года — ;
- Чемпионат Европы среди юниоров 1984 года — ;
- Чемпионат Европы среди юниоров 1985 года — ;
- Чемпионат СССР по дзюдо 1983 года — ;
- Чемпионат СССР по дзюдо 1985 года — ;
- Чемпионат СССР по дзюдо 1987 года — ;
- Чемпионат СССР по дзюдо 1988 года — ;
- Чемпионат СССР по дзюдо 1990 года — ;

## Награды
- Почётный знак «За заслуги в развитии физической культуры, спорта и туризма» (19 мая 2016 года, Межпарламентская ассамблея СНГ) — за значительный вклад в развитие физической культуры, спорта и туризма в государствах — участниках Содружества Независимых Государств, реализацию идей сотрудничества в сфере физической культуры, спорта и туризма[4].